# إس إس باديريفسكي
إس إس باديريفسكي (بالإنجليزية: SS Paderewski) هي سفينة شحن بولندية سُمّيت على اسم الملحن ورئيس الوزراء البولندي السابق إغناسي يان باديريفسكي. تم تشغيلها من قِبل شركة النقل البحري البولندية (Polska Żegluga Morska)، وقد غرقت خلال الحرب العالمية الثانية.

## البناء والخدمة
بُنيت السفينة في عام 1920 في حوض بناء السفن بمدينة لا سيوتا الفرنسية، وكانت تُستخدم لنقل البضائع المختلفة عبر المحيط الأطلسي. تم شراء السفينة لاحقًا من قبل بولندا وأُعطيت اسمها الرسمي "باديريفسكي".

## الغرق
في 1 مارس 1942، كانت إس إس باديريفسكي ضمن القافلة البحرية Convoy HX 174، التي كانت تُبحر من هاليفاكس (كندا) إلى ليفربول (المملكة المتحدة)، محملة بالبضائع لدعم المجهود الحربي.
خلال عبورها المحيط الأطلسي، تعرضت القافلة لهجوم من الغواصة الألمانية (U-578)، والتي أطلقت طوربيدًا أصاب السفينة مباشرة، مما أدى إلى انفجارها وغرقها بسرعة. أسفر الحادث عن مقتل عدد من أفراد الطاقم، فيما تم إنقاذ البقية بواسطة سفن مرافقة ضمن القافلة.

## الغواصة يو-578
الغواصة الألمانية U-578 كانت إحدى غواصات الكريغسمارينه (سلاح البحرية الألماني) من الفئة السابعة، وشاركت في عدة هجمات ضد سفن الحلفاء خلال معركة الأطلسي. تم تدمير الغواصة لاحقًا في يوليو 1942 ولم ينجُ أحد من طاقمها.

## تكريم
سُمّيت السفينة تيمنًا بـ إغناسي يان باديريفسكي، أحد أبرز الشخصيات في التاريخ البولندي الحديث، والذي كان ملحنًا وعازف بيانو شهيرًا، كما شغل منصب رئيس وزراء بولندا ووزير خارجيتها عام 1919.